# Warwick Street Church (London)

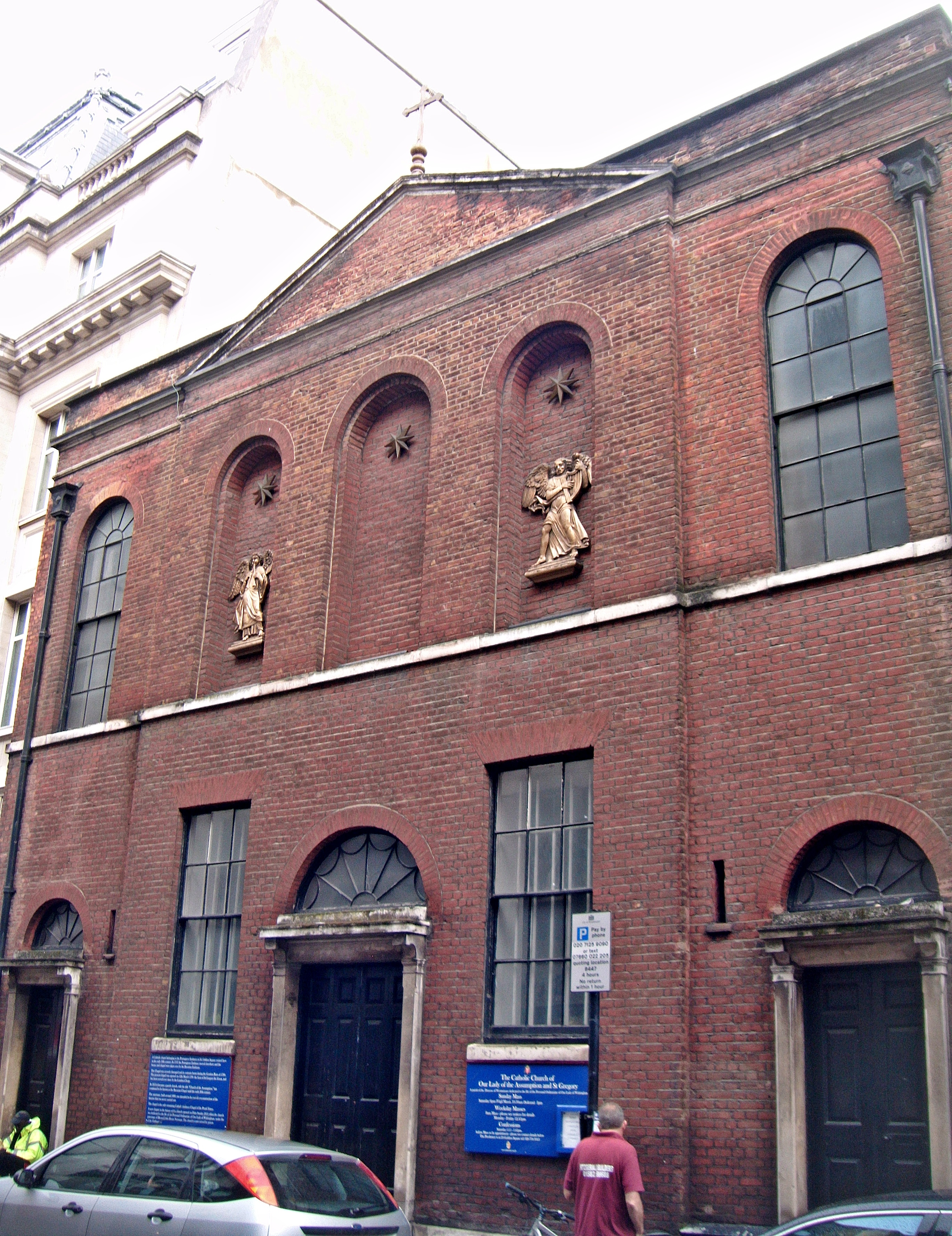
London, Warwick Street Church

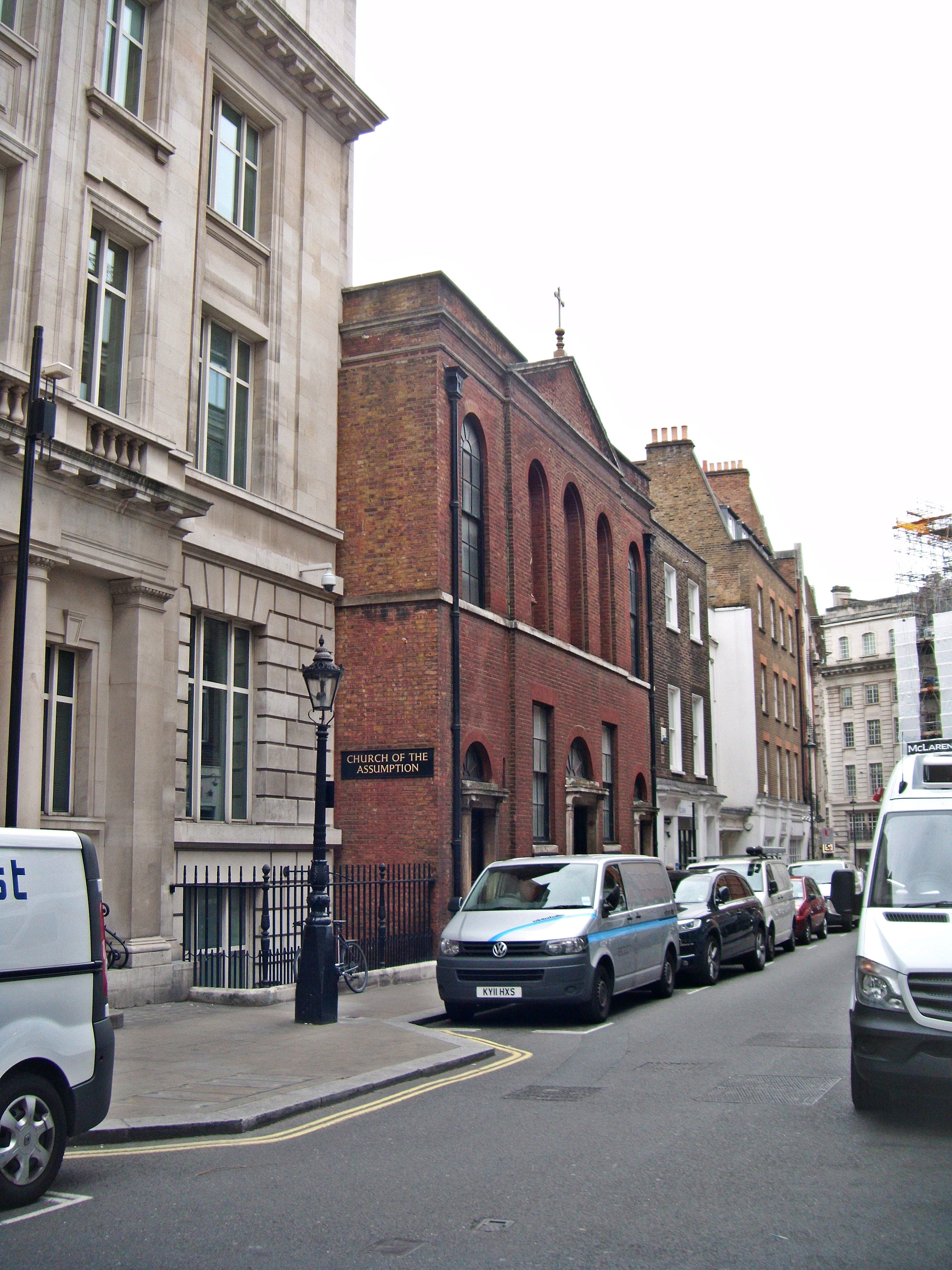
Die Kirche in der Straßenfront

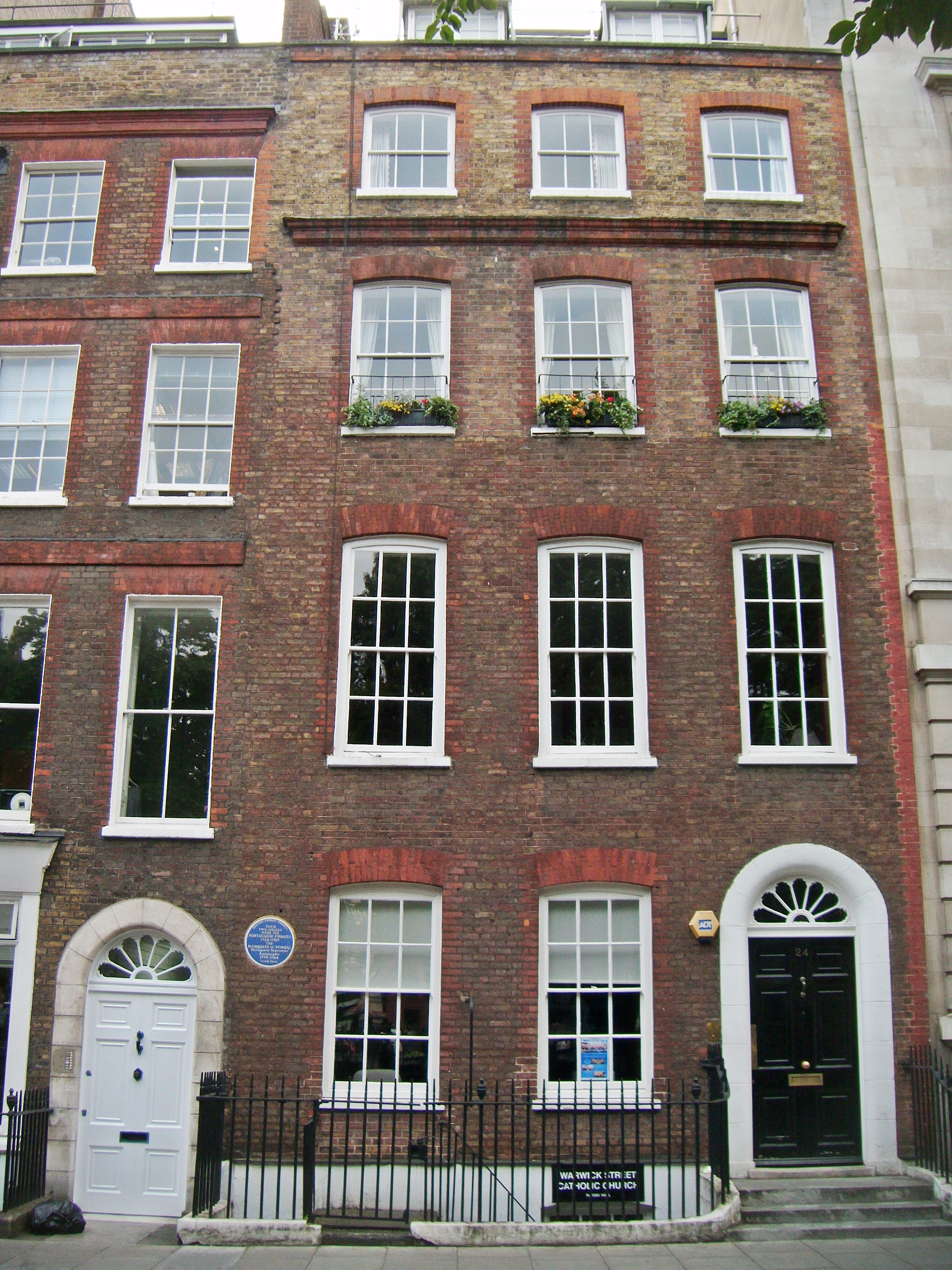
Ehemaliges Gesandtschaftsgebäude, Golden Square Nr. 24

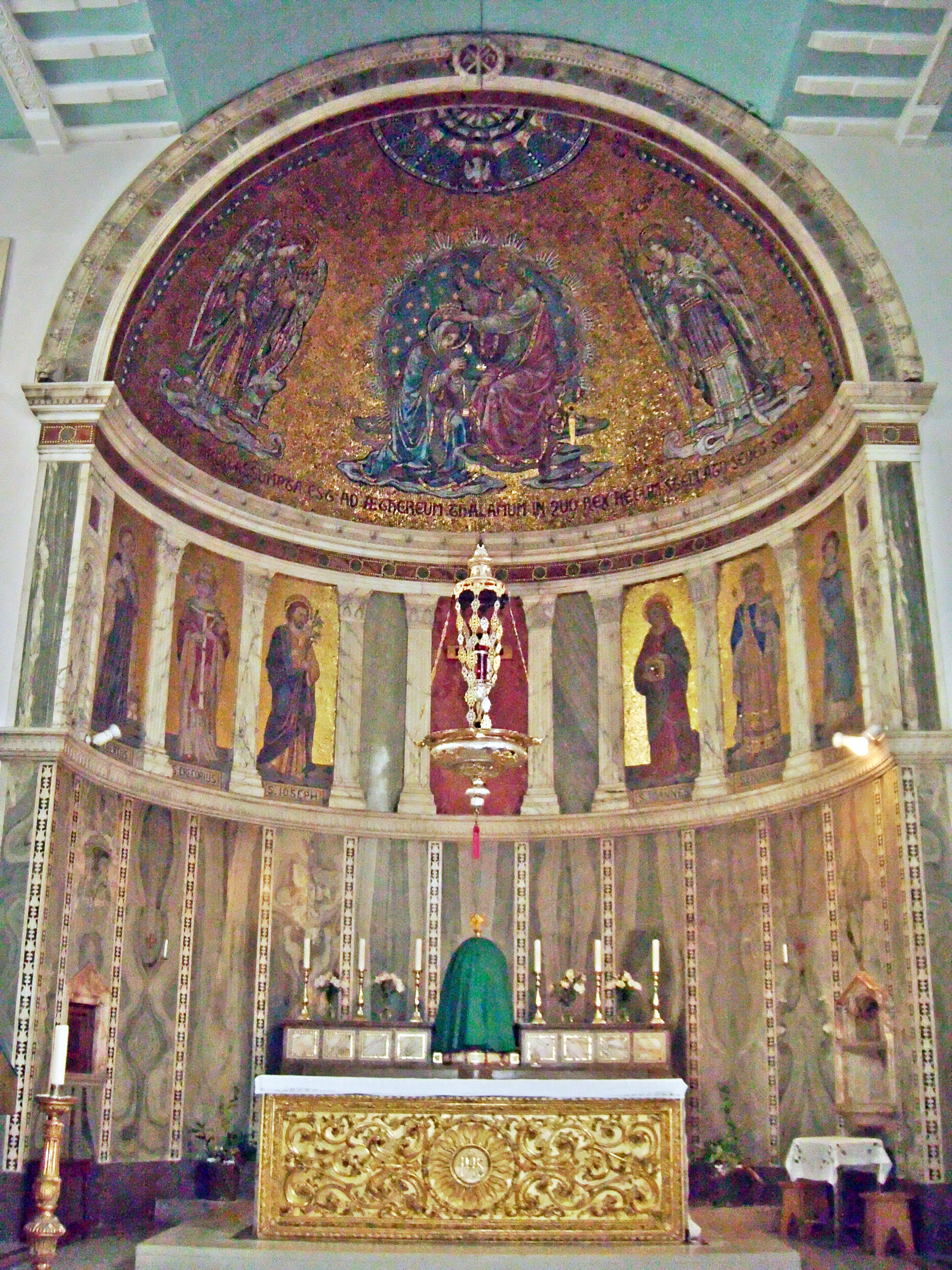
Chorapsis mit Hochaltar

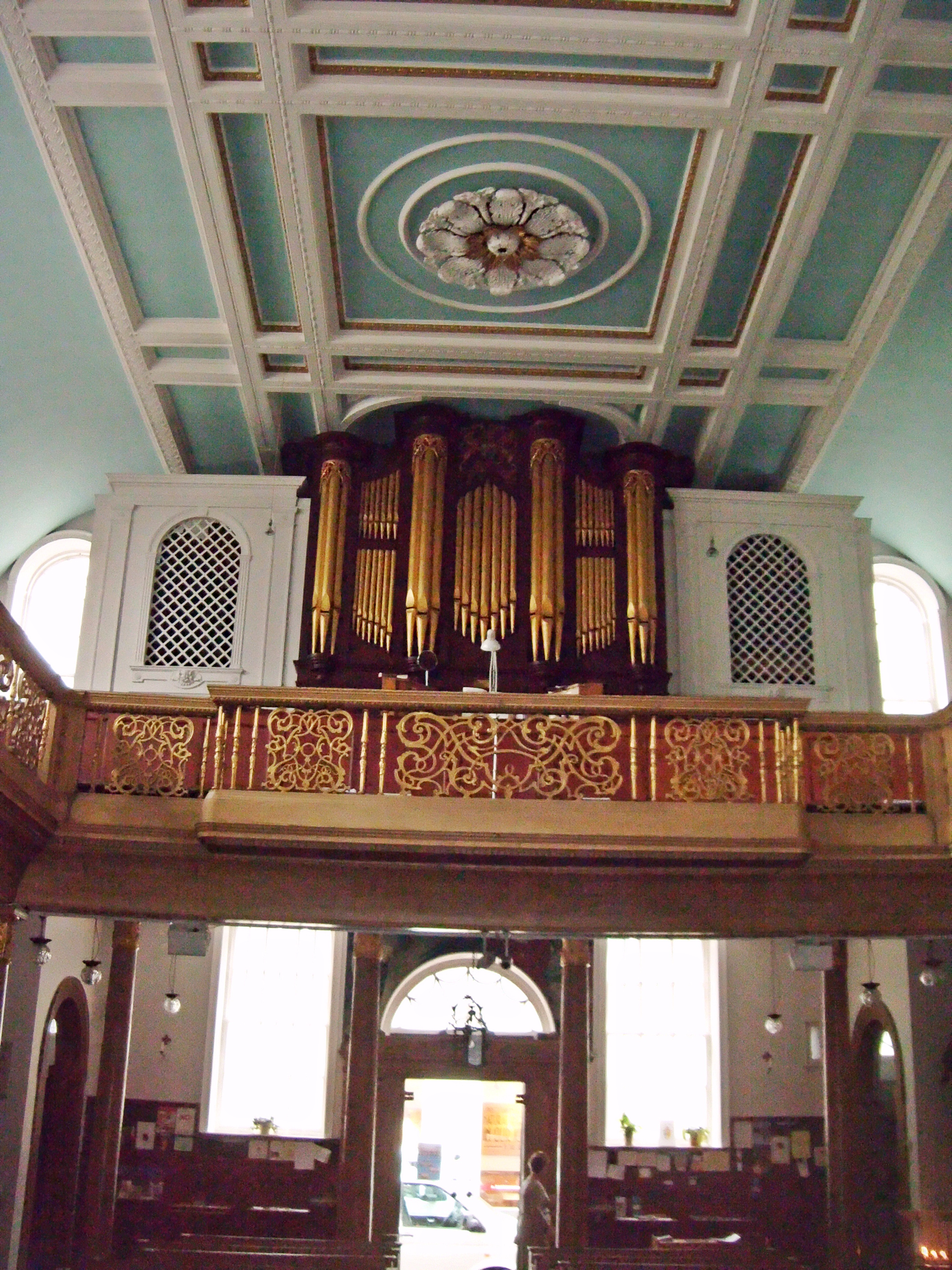
Innenaufnahme gegen Westen

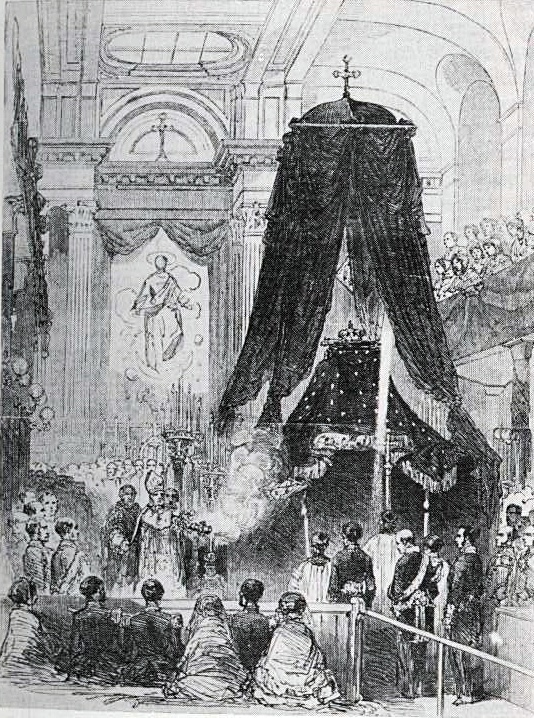
Das Kircheninnere, vor Bau der Apsis, 1853, beim Requiem für Königin Maria II. von Portugal

Die Warwick Street Church oder Church of Our Lady of the Assumption and St. Gregory ist ein katholisches Gotteshaus in London, das früher als Kapelle der bayerischen Gesandtschaft diente.

## Baubestand
Die Kirche befindet sich in der Warwick Street im Londoner Stadtteil Soho, ist eingebaut in die dortige Straßenfront und bildet die Rückseite des ehemaligen bayerischen Gesandtschaftsgebäudes Golden Square Nr. 24. Sie trägt den offiziellen Namen „Our Lady of Assumption and St. Gregory“ und war in London bis zum Ausbruch des Ersten Weltkriegs allgemein unter dem Namen „Bayerische Kapelle“ bekannt.
Es handelt sich um einen rechteckigen Saalbau mit flacher, kassettierter, weiß/blauer Decke und einer um 1790 erbauten Backstein-Fassade mit Mittelgiebel im Stil des Klassizismus. Der Architekt war Joseph Bonomi der Ältere († 1808). Innen besitzt die Kirche westlich, südlich und nördlich eine umlaufende Emporengalerie mit einer großen Orgel vom Beginn des 19. Jahrhunderts, die auf dem Prospekt das bayerische Königswappen trägt. Auf der Nordseite der Empore befand sich der Sitz des bayerischen Gesandten, von dem noch eine Vertäfelung mit Königskrone erhalten ist. Um 1875 wurde durch John Francis Bentley (1839–1902), dem späteren Architekten der Westminster Cathedral, eine östliche Chorapsis angebaut und mit von ihm entworfenen Mosaiken geschmückt.
Neben dem Hochaltar im Chor ist auf der Südseite ein Marienaltar mit Immakulata und Stipes-Mosaik von John Francis Bentley vorhanden (um 1875); an der Nordwand steht ein St. Gregor dem Großen geweihter Marmoraltar aus dem frühen 19. Jahrhundert. Nördlich neben der Apsis befindet sich eine Tür zur Sakristei und zum mit der Kirche verbundenen ehemaligen Gesandtschaftsgebäude Golden Square Nr. 24. Über dieser Tür wurde ein Stuckrelief der Himmelfahrt Mariens von John Edward Carew († 1868) platziert, das vor dem Bau der Apsis als Retabel des Hochaltars diente.
An der Nordwand des Kirchenschiffs ist eine Bronzetafel mit bayerischem Königswappen angebracht, das an die Apostolischen Vikare des Distriktes London erinnert, die hier unter bayerischem Schutz amtierten, bevor in England ab 1850 wieder eine reguläre katholische Hierarchie installiert werden konnte. Über dem Hauptportal befindet sich innen eine ovale Kristalltafel mit eingeschliffenem bayerischem Wappen und der Jahreszahl 1790, darunter die Devise „In Treue fest“. Auf der Südseite des Langhauses existiert eine Taufkapelle mit klassizistischem Taufstein und einer Gedenkstätte für den bayerischen Kronprinzen Rupprecht als Chef des Königshauses Stuart.

## Geschichte
In dem 1685 errichteten Anwesen Golden Square Nr. 24 residierte ursprünglich die portugiesische Gesandtschaft. Auf der Rückseite, zur Warwick Street hin, war eine Kapelle angebaut, die wegen der Unterdrückung des katholischen Glaubens in England auch von gewöhnlichen Katholiken besucht wurde. Sie konnten ihren Glauben damals nur auf dem Gelände von Gesandtschaften katholischer Staaten ausüben. 1747 zog die portugiesische Botschaft um und das Kurfürstentum Bayern übernahm den Komplex. Die Botschaftskapelle diente weiterhin als eine der inoffiziellen Kirchen der Londoner Katholiken. Sie war zur Warwick-Street hin durch einen Schuppen abgeschirmt und durch diesen zugänglich, baulich reichte sie nicht bis zur Straßenfront. Als bayerischer Gesandter amtierte damals Graf Joseph Xaver von Haslang, der sich in besonderer Weise für das Gotteshaus einsetzte. Er konnte nicht verhindern, dass es 1780 bei dem antikatholischen Gordon Riots Aufstand geplündert und verwüstet wurde, blieb aber bis zu seinem Tod am 29. Mai 1783 dort wohnhaft, so dass die Kirche weiter genutzt werden konnte. Noch am Sonntag, bevor er starb, besuchte er hier die Heilige Messe. 1788 verließ die Bayerische Gesandtschaft das Gebäude und zog in ein anderes Viertel um.
Der Londoner Apostolische Vikar James Talbot (1726–1790), der sich 1769 und 1771 noch wegen Ausübung seines Bischofsamtes vor Gericht verantworten musste, wandte sich persönlich an den pfalz-bayerischen Kurfürsten Karl Theodor. Er wollte die Gesandtschaftskapelle zu einer Kirche für die Londoner Katholiken vergrößern, sie jedoch bewusst unter den staatlichen Schutz Bayerns stellen, um keinen Restriktionen ausgesetzt zu sein. Der Kurfürst überließ ihm 1788 das ehemalige Botschaftsgebäude mit Kapelle und der Bischof begann mit dem Neubau, der um 1790 fertiggestellt wurde. Dieser Neubau ist die heutige Kirche, die nun bis zur Straßenfront der Warwick Street reichte und dort ihren offiziellen Haupteingang erhielt. Kurfürst Karl Theodor bezuschusste sie mit 1500 Pfund jährlich und stellte sie unter seinen Gesandtschaftsschutz. Er stiftete dafür 1794 auch einen wertvollen Altaraufbau, der allerdings beim Anbau der Apsis entfernt wurde und sich jetzt in der Church of the Holy Ghost, Midsomer Norton befindet. Die Weihe erfolgte am 12. März 1790 auf das Patrozinium St. Gregors des Großen. Die Apostolischen Vikare Londons nutzten die „Bayerische Kapelle“ als inoffizielle Bischofskirche und wohnten von 1830 bis 1855 auch benachbart, am Golden Square. Das alte Gesandtschaftsgebäude diente als Pfarrhaus. Es wurde eine große Kirchenorgel mit aufgemaltem bayerischen Wappen eingebaut und der bayerische Gesandte erhielt einen Ehrensitz auf der Evangelienseite der Empore. So blieb der Status bis 1871, als man die bayerische Gesandtschaft wegen Gründung des Deutschen Reiches auflöste. In diesem Jahr wurde auch letztmals der bayerische Kapellenzuschuss ausbezahlt, der allerdings seit 1800 nur noch 100 Pfund jährlich betrug.
Von den 1790er Jahren bis zu ihrem Tod 1837 war Maria Fitzherbert, die morganatische Ehefrau von König Georg IV., ein eifriges Gemeindemitglied. Um 1830 gehörte der katholische Unterhausabgeordnete Daniel O’Connell zu den regelmäßigen Besuchern der Kirche; 1844 erscheint der bayerische Gesandte August von Cetto unter den Aktivisten des Pfarrkomitees. 1846 wurde hier Catharine Mary Howard, Tochter von Henry Francis Howard, dem letzten britischen Botschafter in München, getauft. Der seliggesprochene Konvertit und spätere Kardinal John Henry Newman (1801–1890) erlebte, nach eigenen Aufzeichnungen, als Junge in der Warwick Street Kirche seinen ersten katholischen Gottesdienst. Als Organist und Chorleiter wirkte dort in jenen Jahren der Italiener Gesualdo Lanza (1779–1859). Der Komponist Manuel García (1775–1832) schrieb drei Messen für die Kirche. Die qualitative Musik, welche für die oft armen Messbesucher umsonst zu hören war, trug der Warwick Street Church, mit ihrer markanten Galerie, auch den umgangssprachlichen Namen Shilling-Opera-House ein.
Schon um 1850 war über dem Hochaltar ein Stuckrelief der Himmelfahrt Mariens angebracht worden, wonach die Kirche seit 1854 mit diesem Zusatzpatrozinium erscheint. 1853 zelebrierte der aus London stammende Missionsbischof William Placid Morris (1794–1872) hier ein feierliches Requiem für die verstorbene Königin Maria II. von Portugal. Davon ist eine Zeichnung erhalten, auf der man das Aussehen des Altarraumes mit diesem Stuckrelief erkennen kann.
1875 ließ man die heutige, mosaikengeschmückte Apsis mit einem neuen Hochaltar anbauen. Bis 2013 diente das Gotteshaus als Pfarrkirche des Erzbistums Westminster, danach erfolgte die Übergabe an das Personalordinariat Unserer Lieben Frau von Walsingham, eine eigenständige Jurisdiktion für zur katholischen Kirche konvertierte Anglikaner. Deren Ordinarius, der frühere anglikanische Bischof und heutige katholische Prälat Keith Newton, bewohnt derzeit (2015) das zur Kirche gehörende ehemalige Botschaftsgebäude.

## Galerie

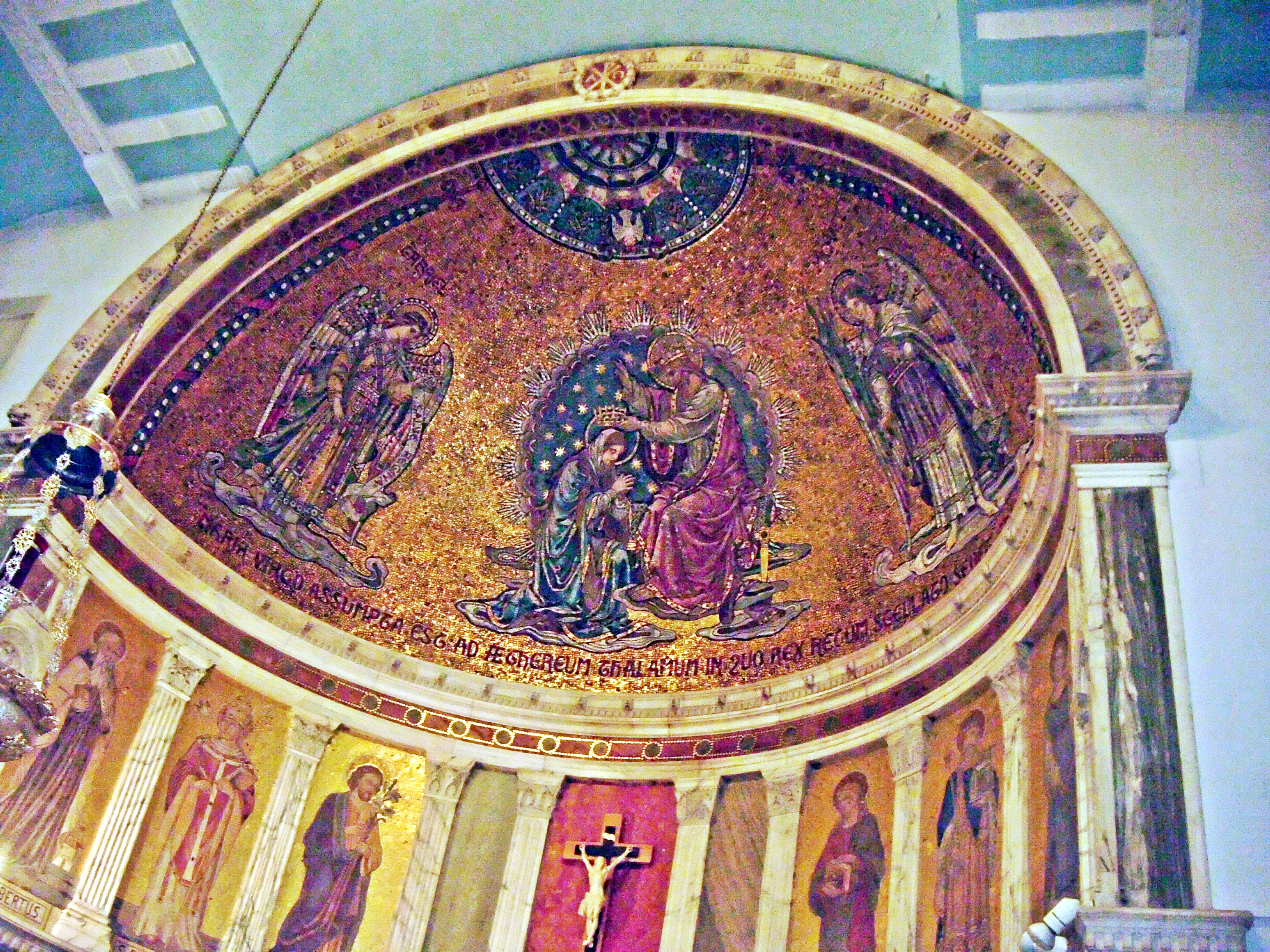
Apsismosaik, Krönung Mariens
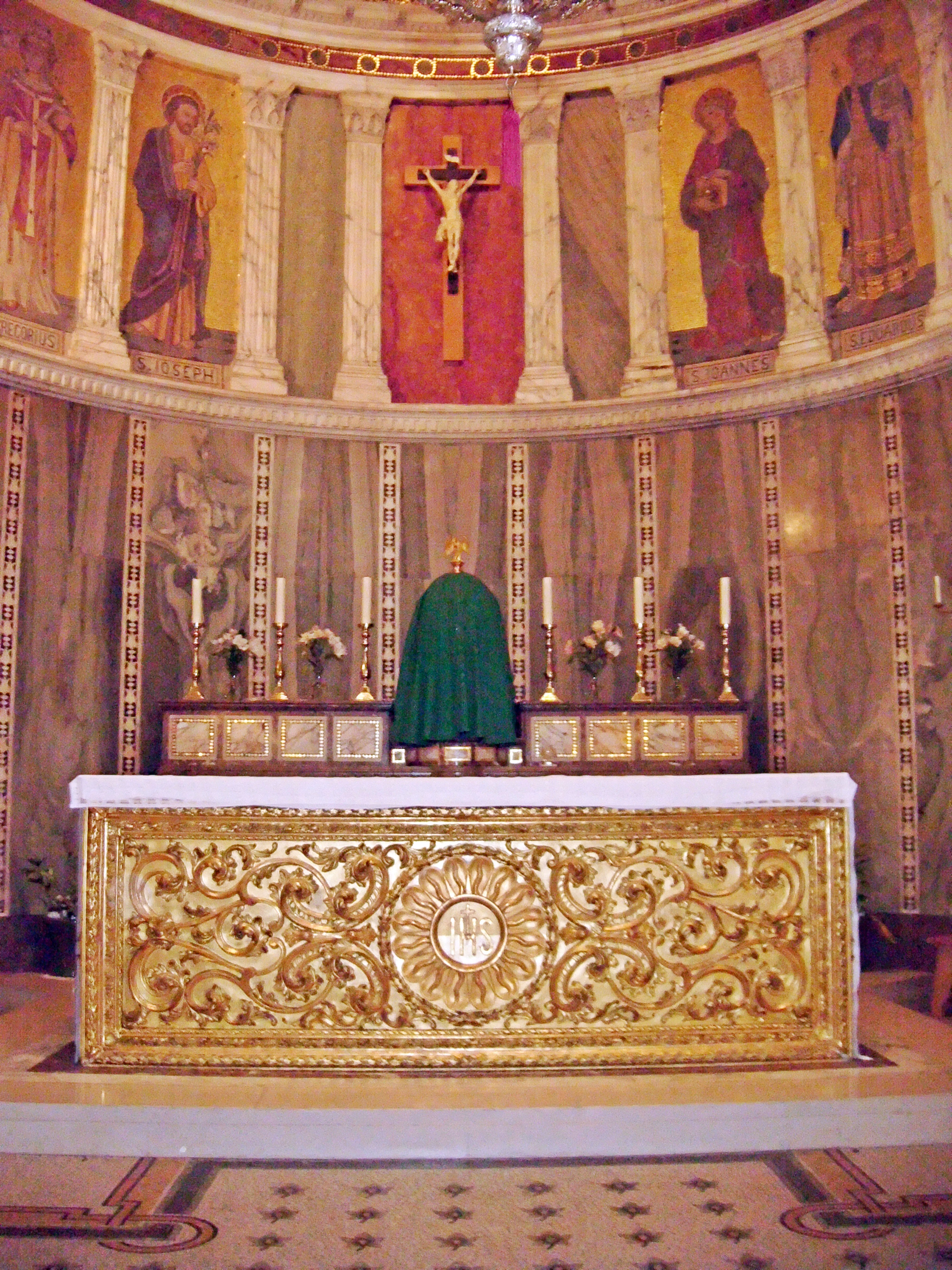
Hochaltar
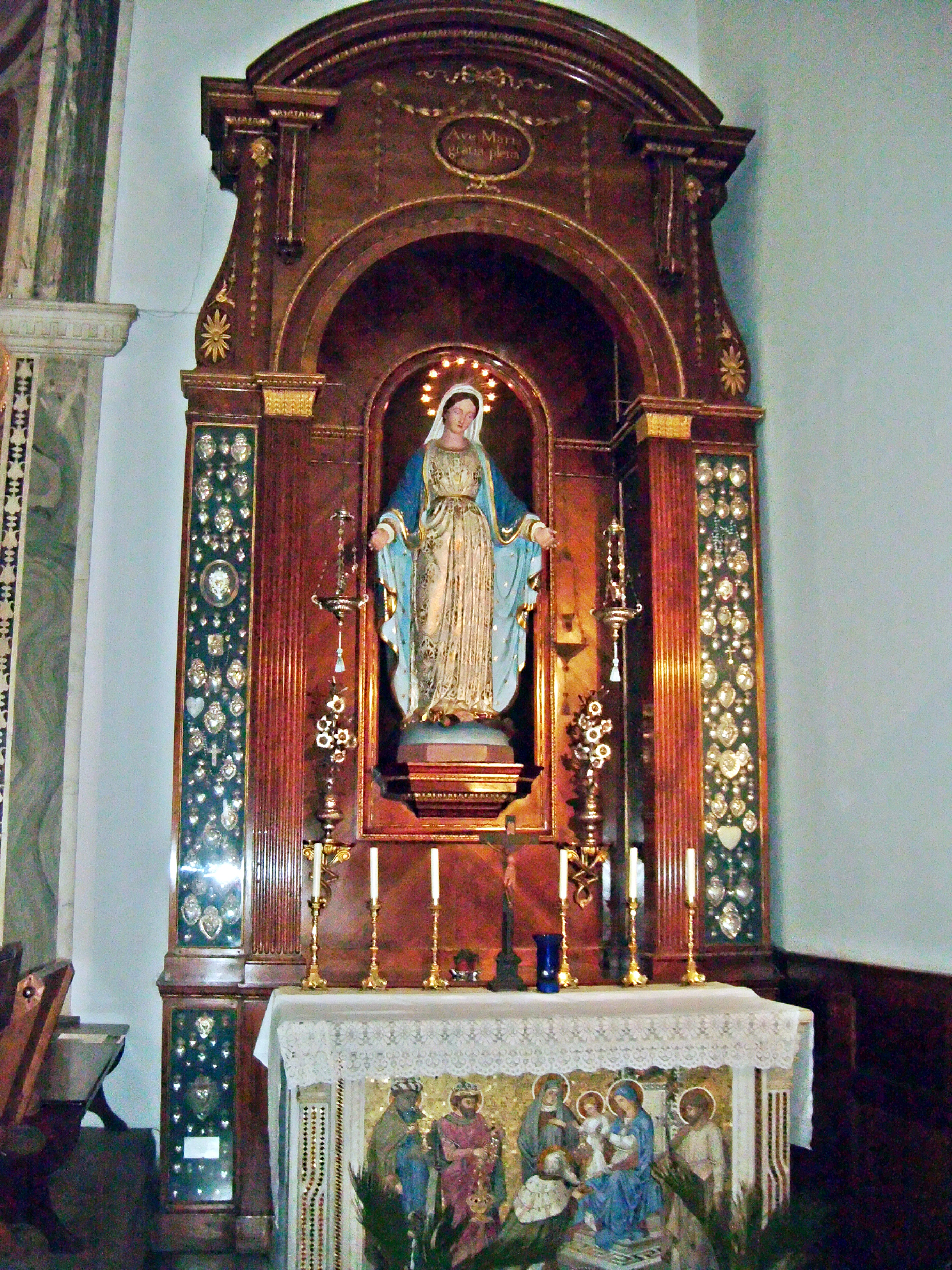
Marienaltar
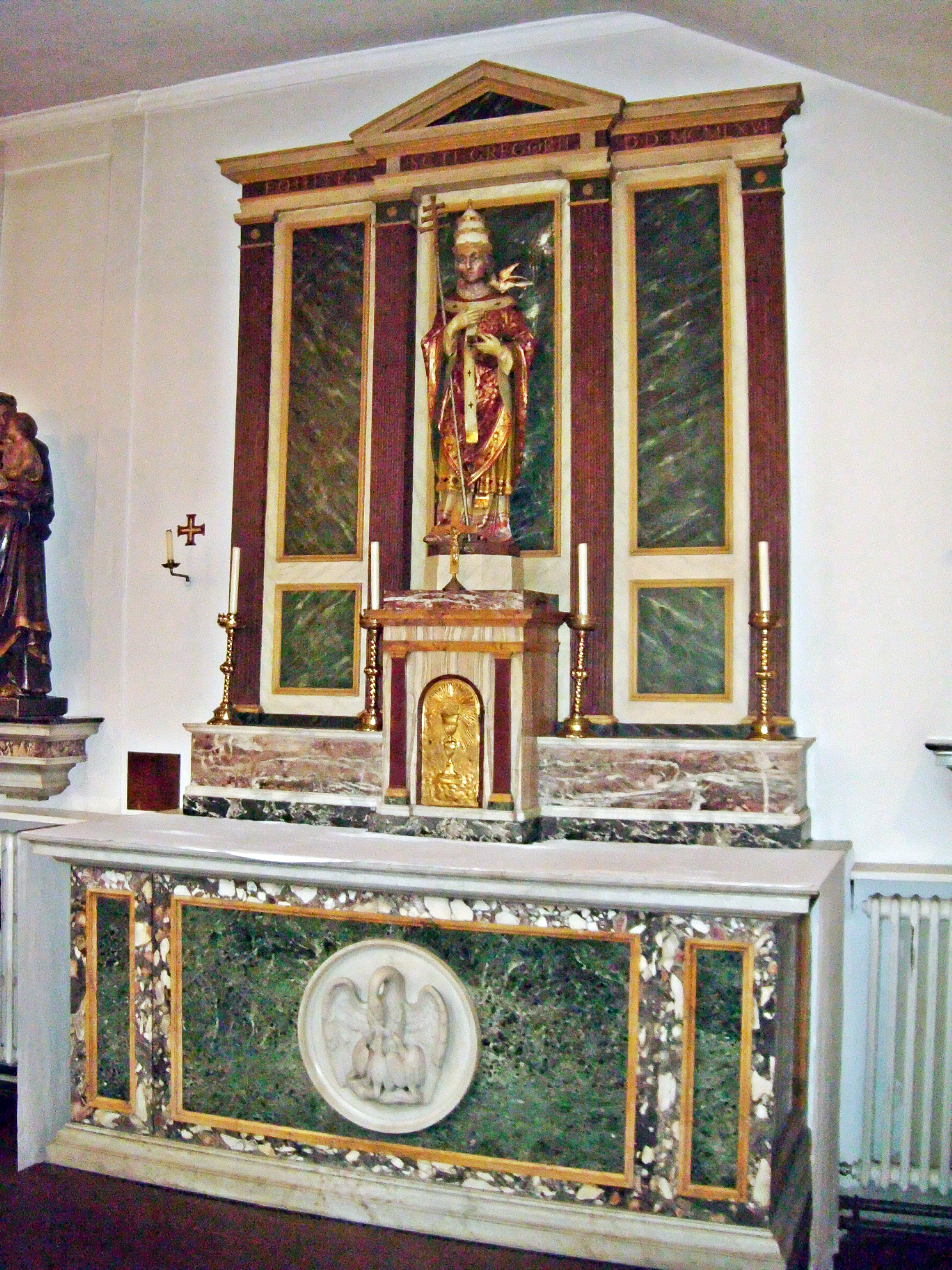
St.-Gregor-Altar
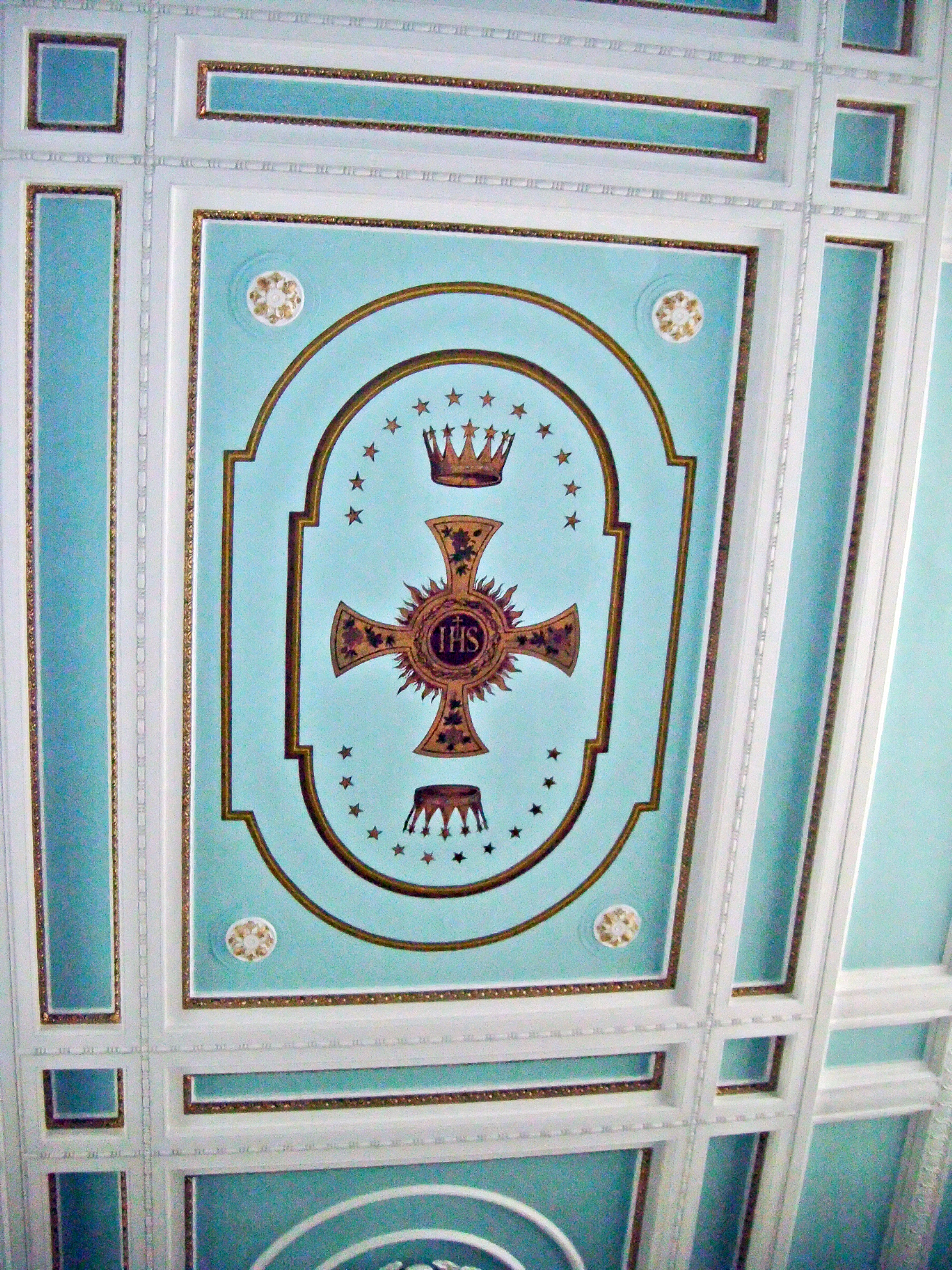
Kirchendecke
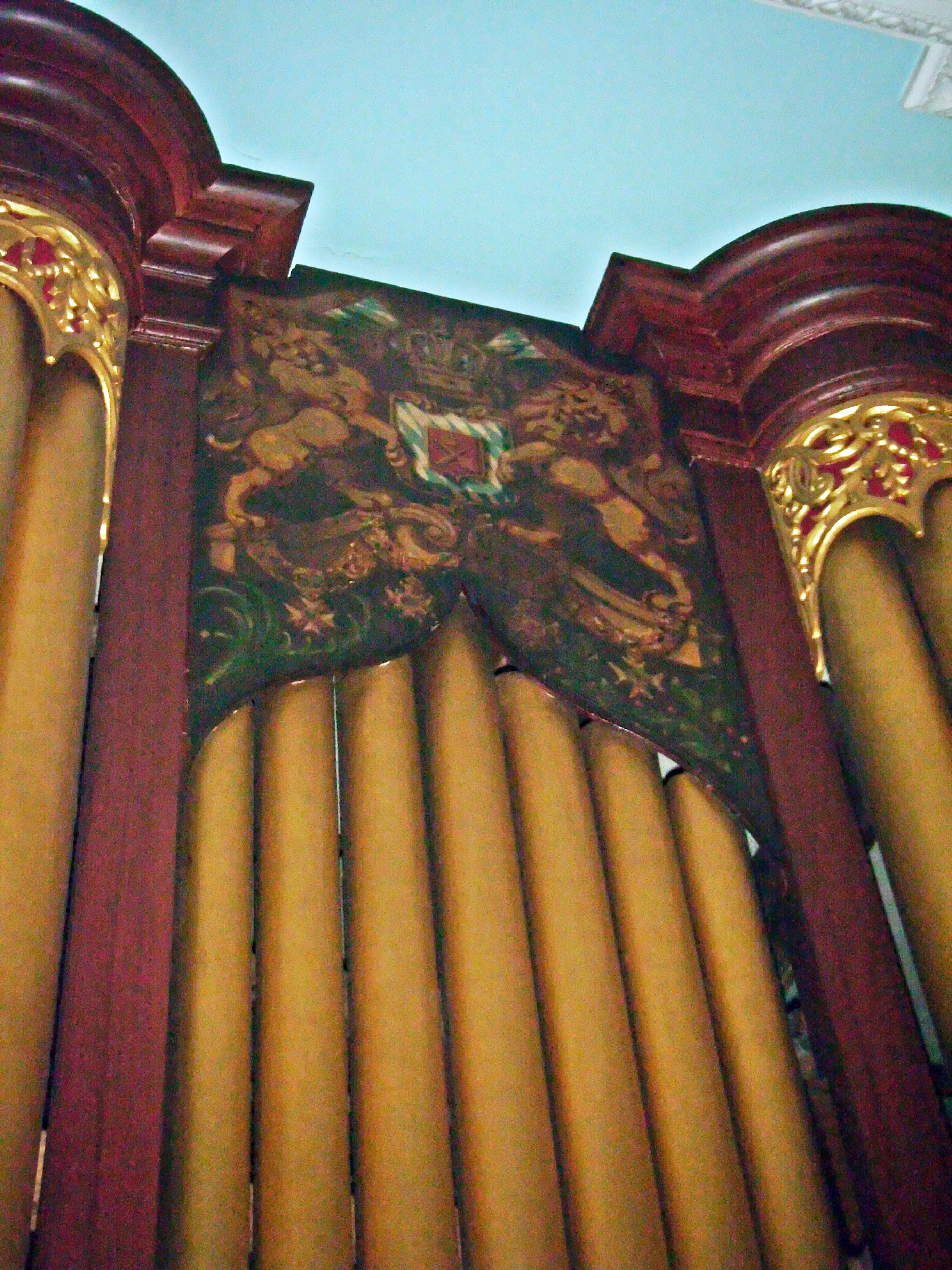
Bayerisches Wappen an der Orgel
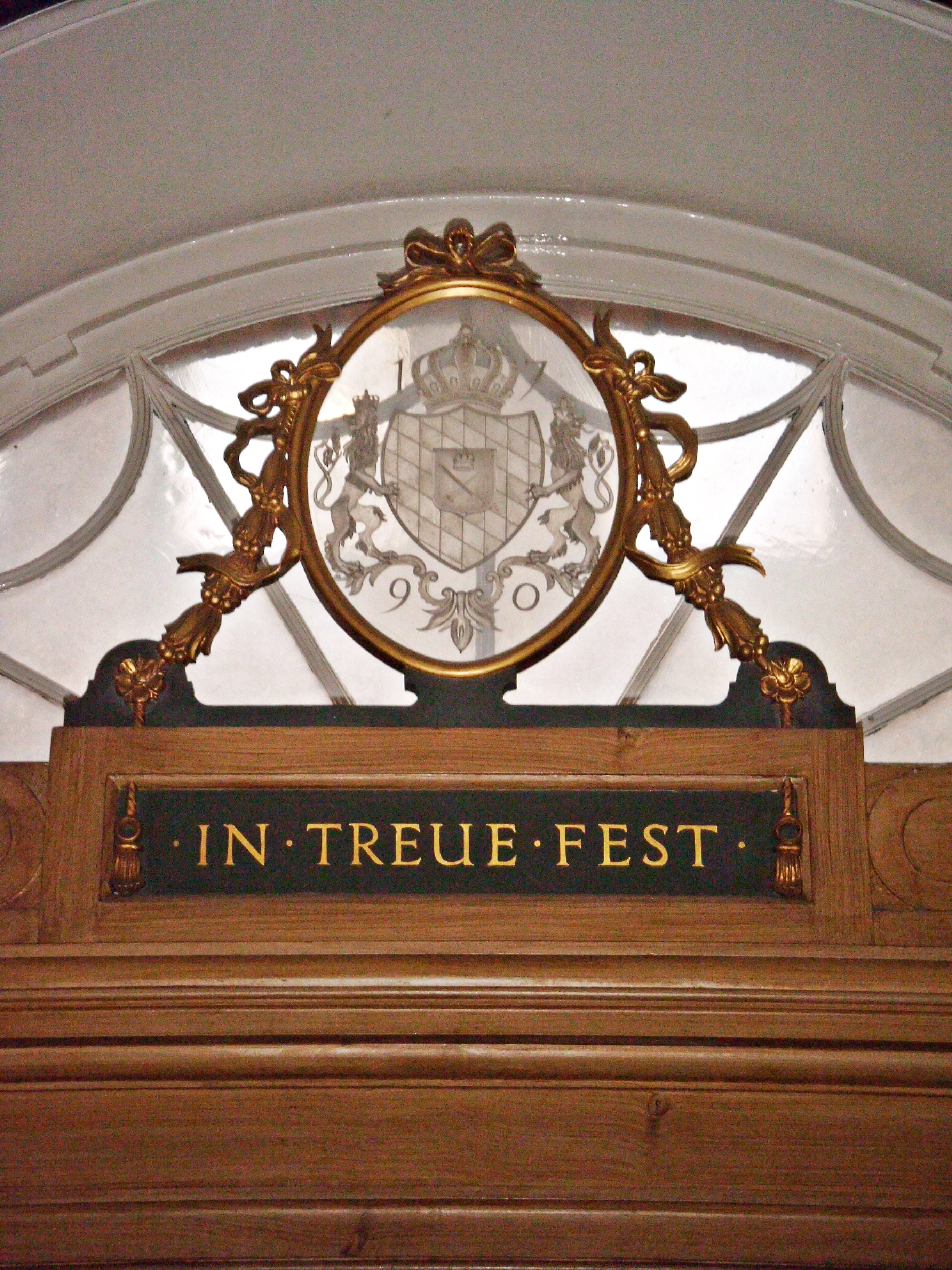
Bayerischer Wappenschild über dem Haupteingang
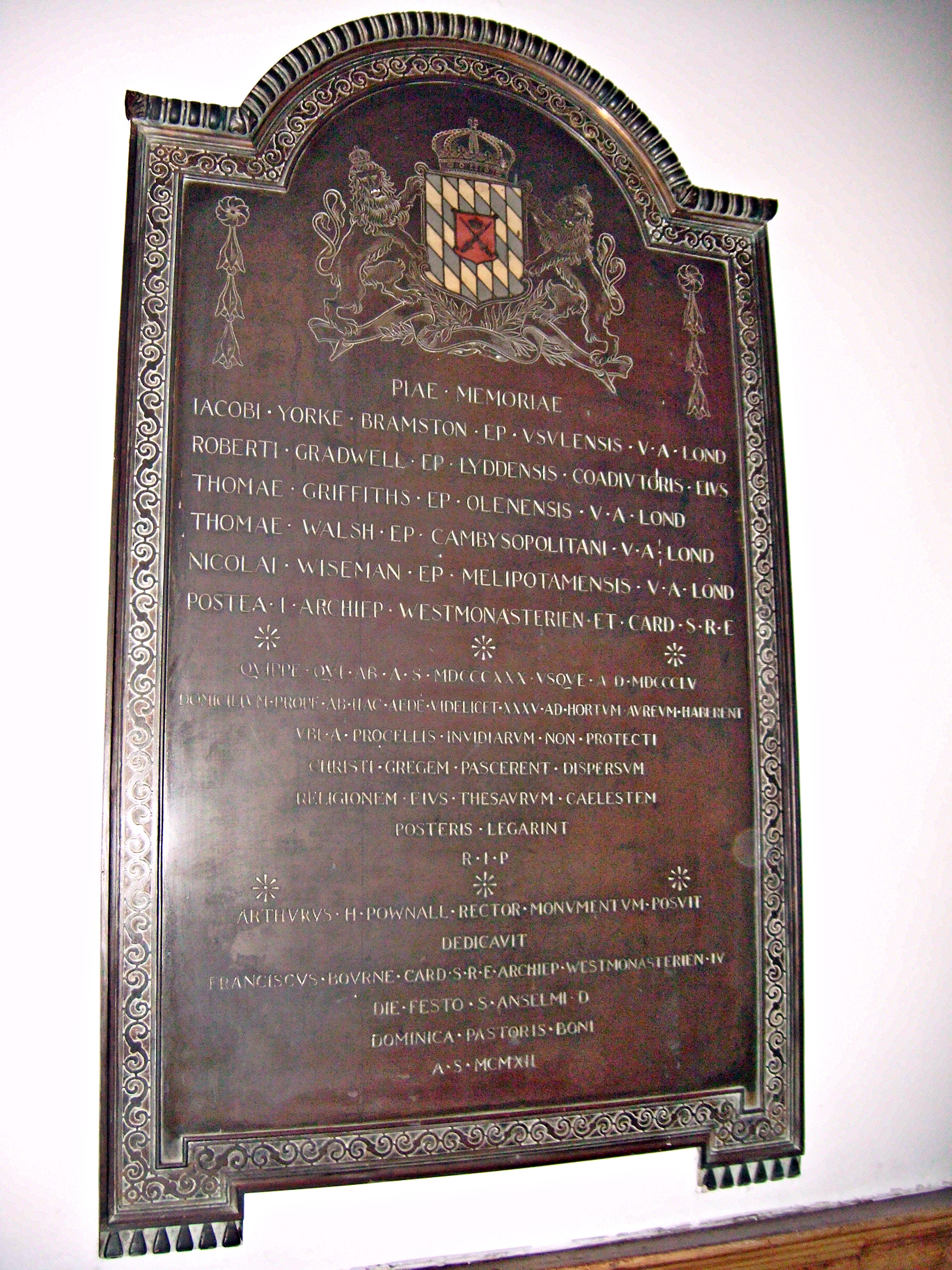
Gedenktafel an die hier unter bayerischem Schutz amtierenden Bischöfe
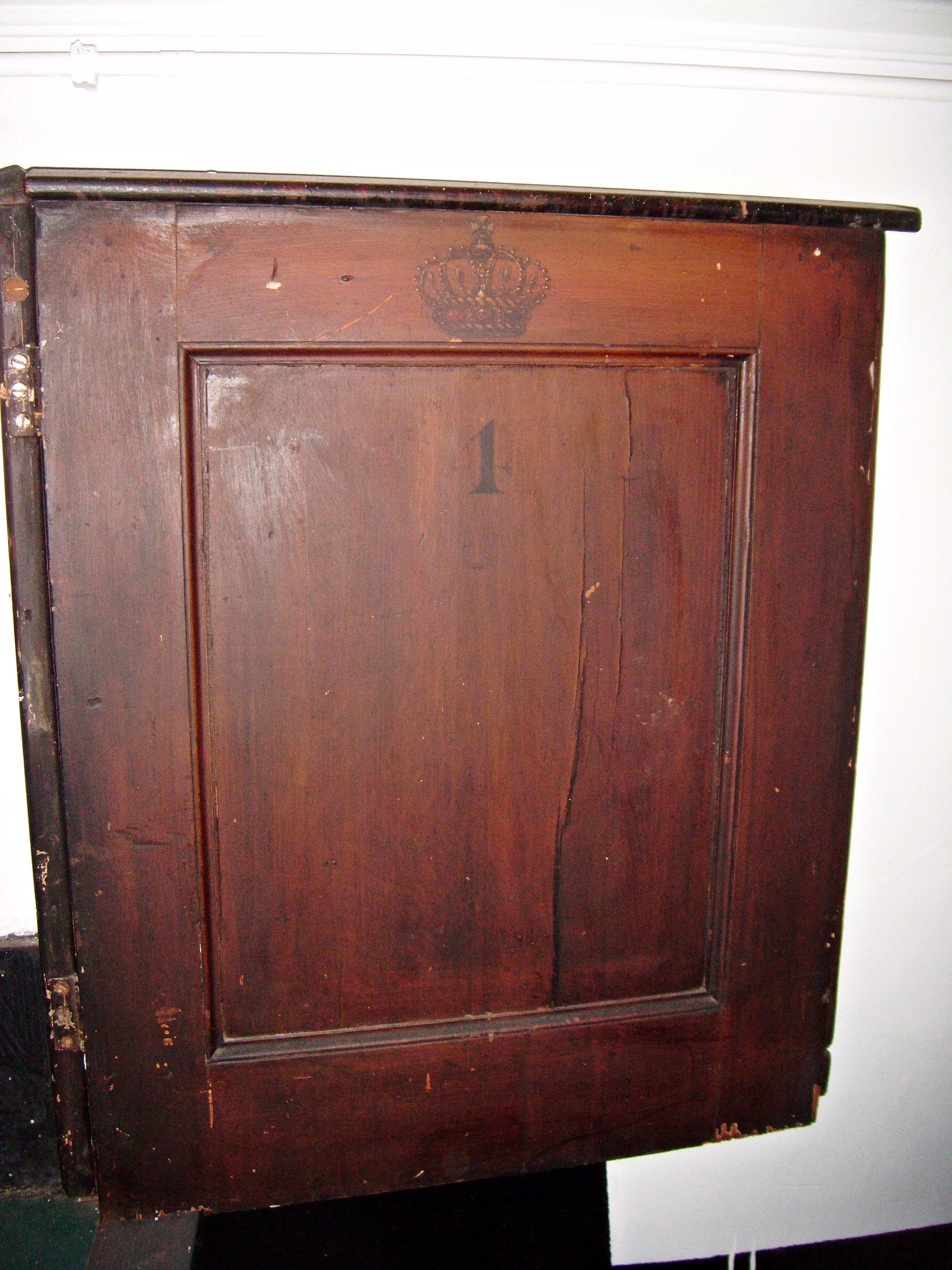
Ehemaliger Botschafterstuhl mit Krone
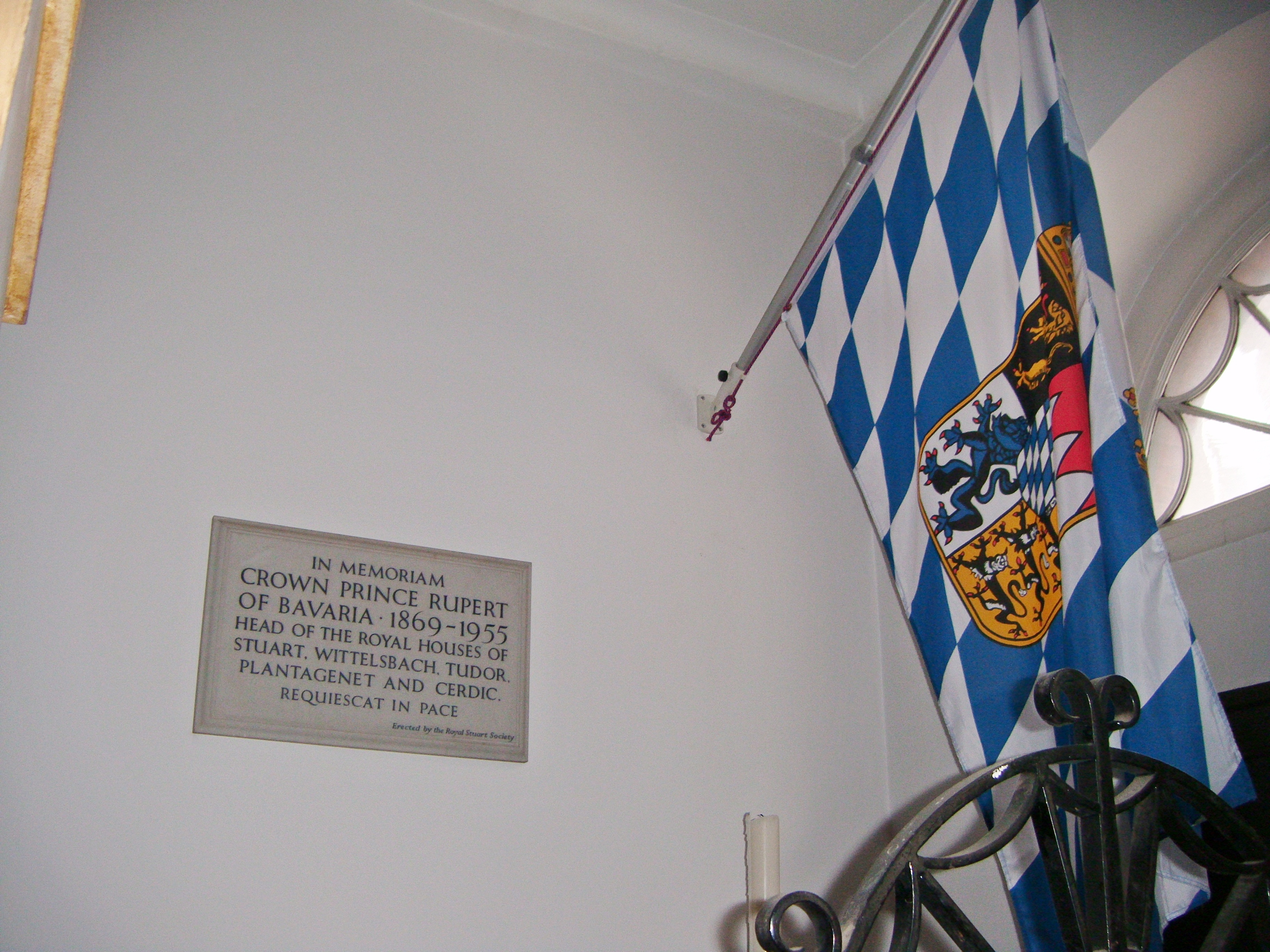
Gedenkstätte für Kronprinz Rupprecht von Bayern